# Presidente Médici (Rondônia)
Presidente Médici is een gemeente in de Braziliaanse deelstaat Rondônia. De gemeente telt 22.519 inwoners (schatting 2009). De gemeente is vernoemd naar Emílio Garrastazu Médici (1905-1985) de 28e president van Brazilië.
De gemeente grenst aan Ji-Paraná, Ministro Andreazza, Alvorada d'Oeste, Castanheiras en Nova Brasilândia d'Oeste.